# Barbara Radziwiłł (film)
Pour plus de détails, voir Fiche technique et Distribution.
Barbara Radziwiłł (Barbara Radziwiłłówna) est un film polonais réalisé par Józef Lejtes sorti en 1936.

## Fiche technique
- Titre : Barbara Radziwiłł
- Titre original : Barbara Radziwiłłówna
- Réalisation : Józef Lejtes
- Scénario : Anatol Stern
- Musique : Jan Maklakiewicz
- Photographie : Seweryn Steinwurzel
- Montage :
- Costumes :
- Société de production : Gel-Film
- Pays d'origine :  Pologne
- Format :
- Genre :
- Durée : 89 minutes (1 h 29)
- Date de sortie : 
  - Pologne : 7 décembre 1936
  - États-Unis : 3 décembre 1937
  - France : 4 janvier 1939

## Distribution
- Jadwiga Smosarska : Barbara Radziwiłł
- Witold Zacharewicz : Sigismond II de Pologne
- Leokadia Pancewiczowa : Reine Bona Sforza
- Lena Żelichowska : favorite de la reine
- Jan Kurnakowicz : Stolnik
- Helena Sulimowa : Barbara Kolanka, mère de Barbara
- Gustaw Buszyński : Nicolas Radziwiłł Le Rouge, frère de Barbara
- Zygmunt Chmielewski : Nicolas Christophe Radziwill, cousin de Barbara
- Franciszek Dominiak : Piotr Kmita
- Stefan Hnydziński : Wirszyłł
- Jan Hajduga : l'astrologue
- Janusz Ziejewski : Dowoyna
- Helena Buczyńska : tante de Barbara
- Seweryna Broniszówna : l'envoûteuse
- Jerzy Chodecki : Stańczyk, fou du roi
- Ludwik Fritsche : ambassadeur de France
- Artur Kwiatkowski : Samuel Maciejowski
- Jerzy Leszczyński : Rafał Leszczyński
- Leon Łuszczewski : docteur Aliphio
- Józef Maliszewski : archevêque Dzierzgowski
- Z. Protasiewicz : Bekwark
- Artur Socha : Górka
- Ludwik Sempoliński : diplomate autrichien
- Henryk Małkowski
- Michał Halicz
- Kazimierz Opaliński
- Aleksander Maniecki

## Récompenses et distinctions
- Mostra de Venise 1937
  - Honorable Mention pour Joseph Lejtes